# Ukrajinska prezimena
Naziv pojedinih osoba u Ukrajini često se zapisuje kroz po rođenju dato ime, formirano ime prema imenu oca i nasljeđeno obiteljsko prezime. Na sličan način imenuju se osobe u Rusiji i Bjelorusiji. Dok su data ukrajinska imena kod osoba često latinskog, grčkog, normanskog ili pak slavenskog porijekla, ukrajinska prezimena imaju svoju slavensku specifičnost i dužu povijest morfološkog formiranja. 

## Ukrajinska prezimena
Kod prezimena najčešći su nastavci: -uk, -juk, -šyn, -yn, -iv, -enk, -jenk, -ko. Ova prva grupa spada u nastavke koji su se formirali prema imenima očeva ili njihovih predaka. 
Kod druge grupe nastavaka najčešći su nastavci: -ij, -aj, -lo, -jlo, -un, -an, -yk, -nyk, -ar, -enko. Za ove nastavke u ukrajinskim prezimenima karakteristična je njihova povezanost sa zanimanjem osobe. 
Treća grupa nastavaka povezuje prezime osobe s njegovim prebivalištem ili zemljopisnim porijeklom, a najčešći su: -s'kyj, -c'kyj, -ec', -jec', -yj. Ovo su neki najčešći nastavci u ukrajinskim prezimenima, ali svakako nisu svi. 
Neka prezimena dobivena su po životinjama, biljkama, gradovima ili nečemu sličnom, a možda najtipičniji primjer je ukrajinsko prezime »Gogolj« koje izvorno označava pticu patku, ili možda često prezime »Čajka« (izvorno prezime od prezimena »Čajkovski«) koje označva pticu galeba.

## Ukrajinska imena
Ukrajinska imena imaju dosta sličnosti s ruskim, bjeloruskim i nešto manje poljskim imenima. Također imaju puno sličnosti s izvornim ili kršćanskim imenima drugih slavenskih naroda, tu se naravno ubrajaju i Hrvati. Specifičnost ukrajinskih imena je u njihovom izričaju gdje dosta imena završava uzvikom, primjerice »Petar« je »Petro«, »Dmitrij« je »Dmytro«, i sl. Također se primjećuje ikavica odnosno slovo »I« često zamjenjuje slovo »E«, također slovo »O« zamjenjuje »A« pa je primjerice »Aleksandar« prema ukrajinskom »Oleksandr«. Imena uglavnom imaju kršćansko, grčko, latinsko, normansko i autohtono slavensko porijeklo, no gotovo sva imena imaju slaveniziranu formu i time se djelomično smatraju slavenskim imenima. Najčešće žensko ime u Ukrajini je »Oksana«, inače grčkog porijekla od imena »Xenia« (u Hrvatskoj poznatije kao Ksenija). Također treba znati da su se do nedavno ukrajinska imena u transliteraciji na latinično pismo često prevodila u ruskom obliku zbog prijašnje prakse u vrijeme Sovjetskog Saveza.

### Najčešća imena u Ukrajini
| Muška imena: - Іван (Ivan, hebrejsko porijeklo) - Микола (Mykola, grčko porijeklo) - Борис (Borys, slavensko porijeklo) - Володимир (Volodymyr, slavensko porijeklo) - Ярослав (Jaroslav, slavensko porijeklo) - Петро (Petro, grčko porijeklo) - Григорій (Hryhorij, latinsko porijeklo) - Андрій (Andrij, grčko porijeklo) - Олександр (Oleksandr, grčko porijeklo) - Олекса (Oleksa, grčko porijeklo) - Дмитро (Dmytro, grčko porijeklo) - Сергій (Serhij, latinsko porijeklo) - Леонід (Leonid, grčko porijeklo) - Олексій (Oleksij, grčko porijeklo) - Віктор (Viktor, latinsko porijeklo) - Юрій (Jurij, grčko porijeklo) - Єгор (Jegor, grčko porijeklo) - Павло (Pavlo, latinsko porijeklo) - Костянтин (Kostjantyn, latinsko porijeklo) - Кирило (Kyrylo, grčko porijeklo) - Василь (Vasylj, grčko porijeklo) - Poмaн (Roman, latinsko porijeklo) - Вячеслав (Vjačeslav, slavensko porijeklo) - Станіслав (Stanislav, slavensko porijeklo) - Славко (Slavko, slavensko porijeklo) - Артем (Artem, grčko porijeklo) - Михайло (Myhajlo, hebrejsko porijeklo) - Ігор (Ihor, od Ingvar, normansko porijeklo) - Максим (Maksym, latinsko porijeklo) - Рycлан (Ruslan, tatarsko porijeklo) - Аскольд (Askoljd, normansko porijeklo) - Влас (Vlas, slavensko porijeklo) - Карл (Karl, germansko porijeklo) - Віталій (Vitalij, latinsko porijeklo) - Олег (Oleh, od Helgi, normansko porijeklo) - Остап (Ostap, grčko porijeklo) - Тарас (Taras, grčko porijeklo) - Антон (Anton, grčko porijeklo) - Анатолій (Anatolij, grčko porijeklo) - Степан (Stepan, grčko porijeklo) - Мирослав (Myroslav, slavensko porijeklo) - Ростислав (Rostyslav, slavensko porijeklo) - Святослав (Svjatoslav, slavensko porijeklo) - Орест (Orest, grčko porijeklo) - Мирон (Myron, grčko porijeklo) - Омелян (Omeljan, latinsko porijeklo) - Северин (Severyn, latinsko porijeklo) - Юліан (Julijan, latinsko porijeklo) - Druga česta imena: Bohdan, Lev, Les, Pylyp, Josyp, Nestor, Fedir, Arsenij, Hlib, Ilija, Mykyta, Panas, Rostyk, Jakiv, Semen, Tymotej, Frederik, Jaromyr, Teodor, Tymofij, Rudoljf, Rafajil, Patryk, ... | Ženska imena: - Оксана (Oksana, od Xenia, grčko porijeklo) - Катерина (Kateryna, grčko porijeklo) - Тетяна (Tetjana, latinsko porijeklo) - Анастасія (Anastasija, grčko porijeklo) - Світлана (Svitlana, slavensko porijeklo) - Рycлана (Ruslana, tatarsko porijeklo) - Василина (Vasylyna, grčko porijeklo) - Михайлина (Myhajlyna, hebrejsko porijeklo) - Poмaнна (Romana, latinsko porijeklo) - Ганна (Hanna, od Ana, hebrejsko porijeklo) - Вікторія (Viktorija, latinsko porijeklo) - Олена (Olena, od Helena, grčko porijeklo) - Наталія (Natalija, latinsko porijeklo) - Марія (Marija, hebrejsko porijeklo) - Ольга (Oljha, od Helga, normansko porijeklo) - Олександра (Oleksandra, grčko porijeklo) - Юлія (Julija, latinsko porijeklo) - Людмила (Ljudmyla, slavensko porijeklo) - Дар'я (Darja, perzijsko porijeklo) - Віра (Vira, grčko porijeklo) - Надія (Nadija, grčko porijeklo) - Любов (Ljubov, grčko porijeklo) - Марина (Maryna, latinsko porijeklo) - Корнелія (Kornelija, latinsko porijeklo) - Євдокія (Evdokija, grčko porijeklo) - Софія (Sofija, grčko porijeklo) - Пелагія (Pelagija, grčko porijeklo) - Мирослава (Myroslava, slavensko porijeklo) - Дарина (Daryna, slavensko porijeklo) - Весна (Vesna, slavensko porijeklo) - Лілія (Lilija, latinsko porijeklo) - Маруся (Marusja, grčko porijeklo) - Христина (Hrystyna, latinsko porijeklo) - Павлина (Pavlyna, hebrejsko porijeklo) - Варвара (Varvara, grčko porijeklo) - Орися (Orysja, grčko porijeklo) - Пріска (Priska, normansko porijeklo) - Божена (Božena, slavensko porijeklo) - Біляна (Biljana, slavensko porijeklo) - Златослава (Zlatoslava, slavensko porijeklo) - Степанія (Stepanija, grčko porijeklo) - Druga česta imena: Alla, Larysa, Valerija, Jana, Iryna, Lina, Lesja, Nastja, Halyna, Mila, Milena, Alina, Inna, Anita, Boryslava, Vasylyna, Valentyna, Violetta, Danna, Edyta, Jelysaveta, Klavdija, Laura, Liza, Lija, Marta, Marjana, Rozalija, Rajisa, Vita, Tanja, Ira, ... |

## Vanjske poveznice
- Browse Ukrainian Surnames (eng.)
- Ukrainian surnames spelled using English/Latin characters vs Ukrainian Cyrillic characters
- Popular Baby Names in Ukraine (eng.)